# Reprezentacyjne Komnaty Królewskie na Wawelu

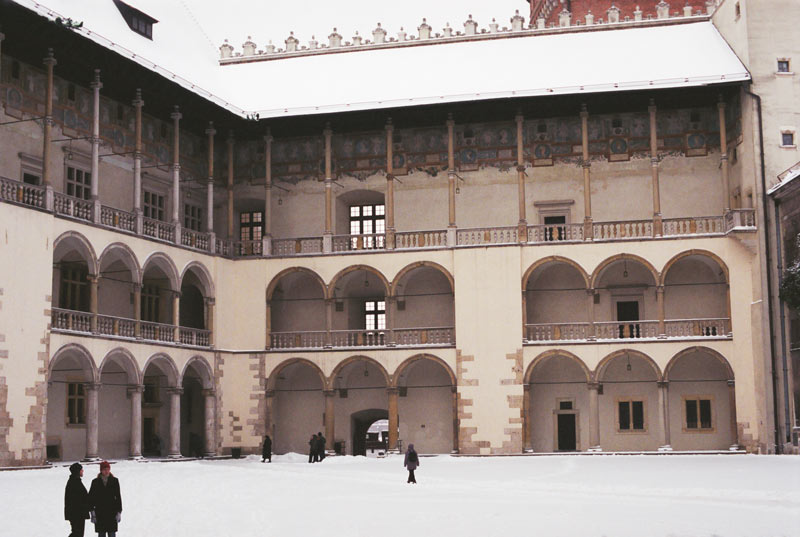
Komnaty Reprezentacyjne Zamku Wawelskiego

Komnaty Królewskie na Wawelu – ekspozycja muzealna Zamku Królewskiego na Wawelu – Państwowych Zbiorów Sztuki, powstała z połączenia 3 sal parteru, tworzących mieszkanie wielkorządcy wawelskiego z komnatami 2 piętra zamku wawelskiego, które od czasów królewskich przeznaczone były do celów reprezentacyjnych.
Pierwsza ekspozycja muzealna została stworzona w latach 30. XX wieku po odzyskaniu zamku z rąk austriackich w 1905 i koniecznych zabiegach konserwatorskich. Dzisiejszy wygląd wnętrz jest bliski pierwotnemu, dzięki udanej rekonstrukcji przeprowadzonej w okresie międzywojennym pod kierunkiem Adolfa Szyszko-Bohusza. W tym okresie zrekonstruowano stropy i część malowanych fryzów. Obecny układ zwiedzania wnętrz to koncepcja z 1995.

## Mieszkanie wielkorządcy
Składa się ono z 3 komnat, w których prezentowane są meble niemieckie i niemieckie malarstwo dla podkreślenia faktu, iż najznakomitsi wielkorządcy z czasów króla Zygmunta I Starego – Jan Boner i Seweryn Boner – pochodzili właśnie z Niemiec. W jednej z sal podziwiać można masywne skrzynie kasowe do przechowywania i przewożenia pieniędzy.

## Funkcje sal reprezentacyjnych II piętra

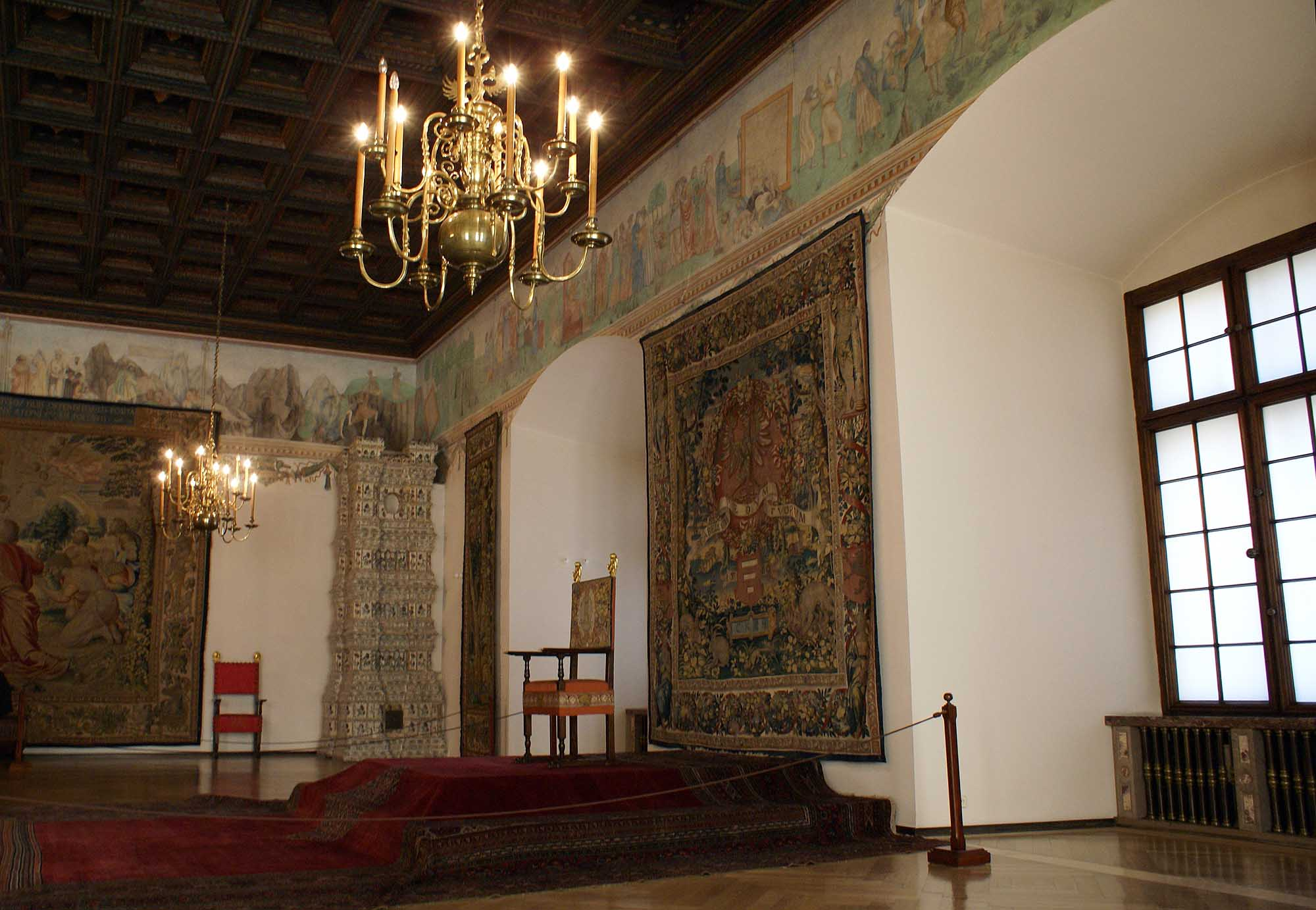
Sala Poselska

II piętro Zamku Królewskiego na Wawelu to kondygnacja reprezentacyjna – piano nobile. Była miejscem uroczystych wydarzeń państwowych i dworskich. W tym miejscu odbywały się audiencje oficjalnych gości, przyjęcia i bale. W Sali Turniejowej zbierała się Rada królewska.

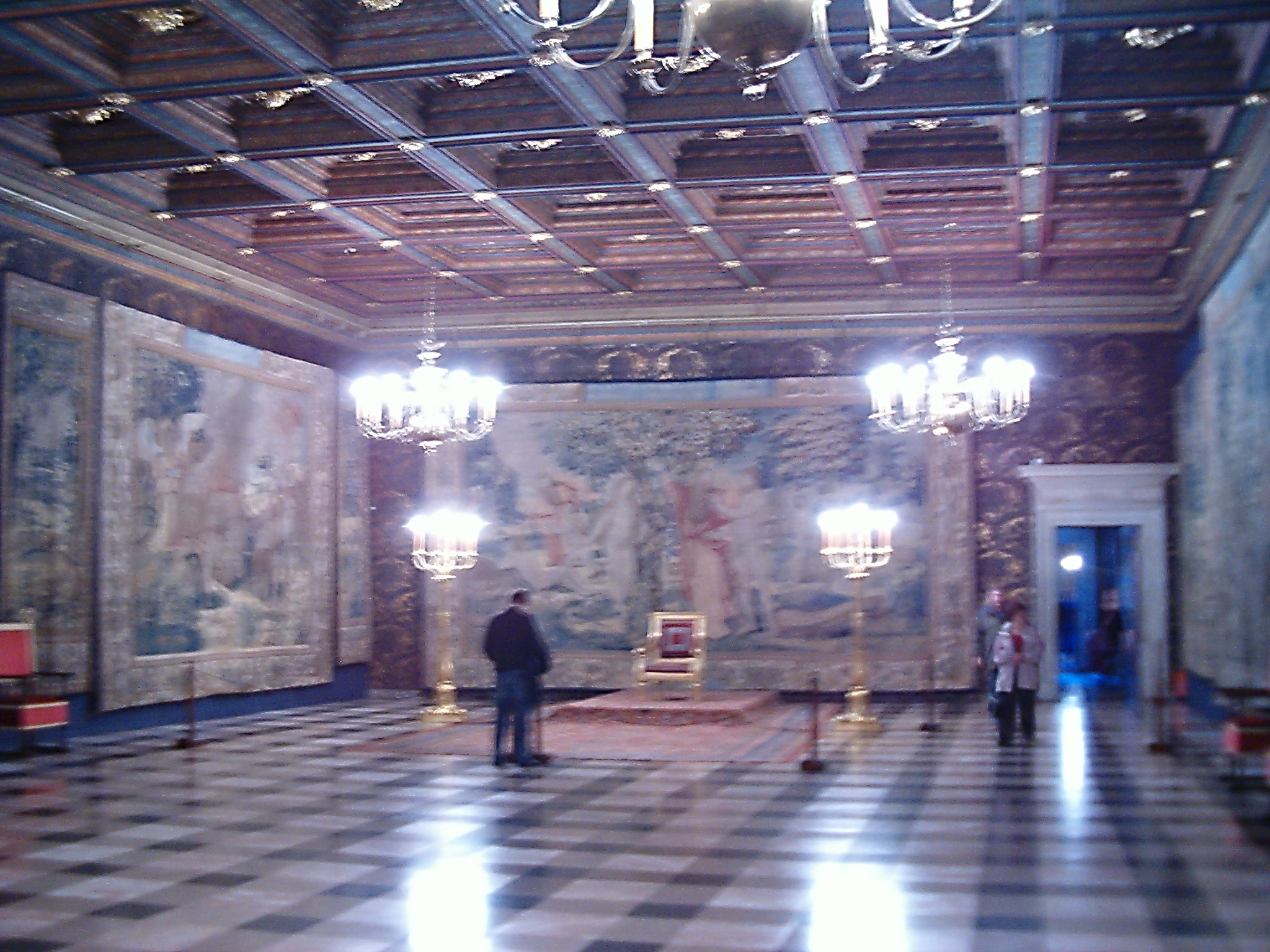
Sala Senatorska

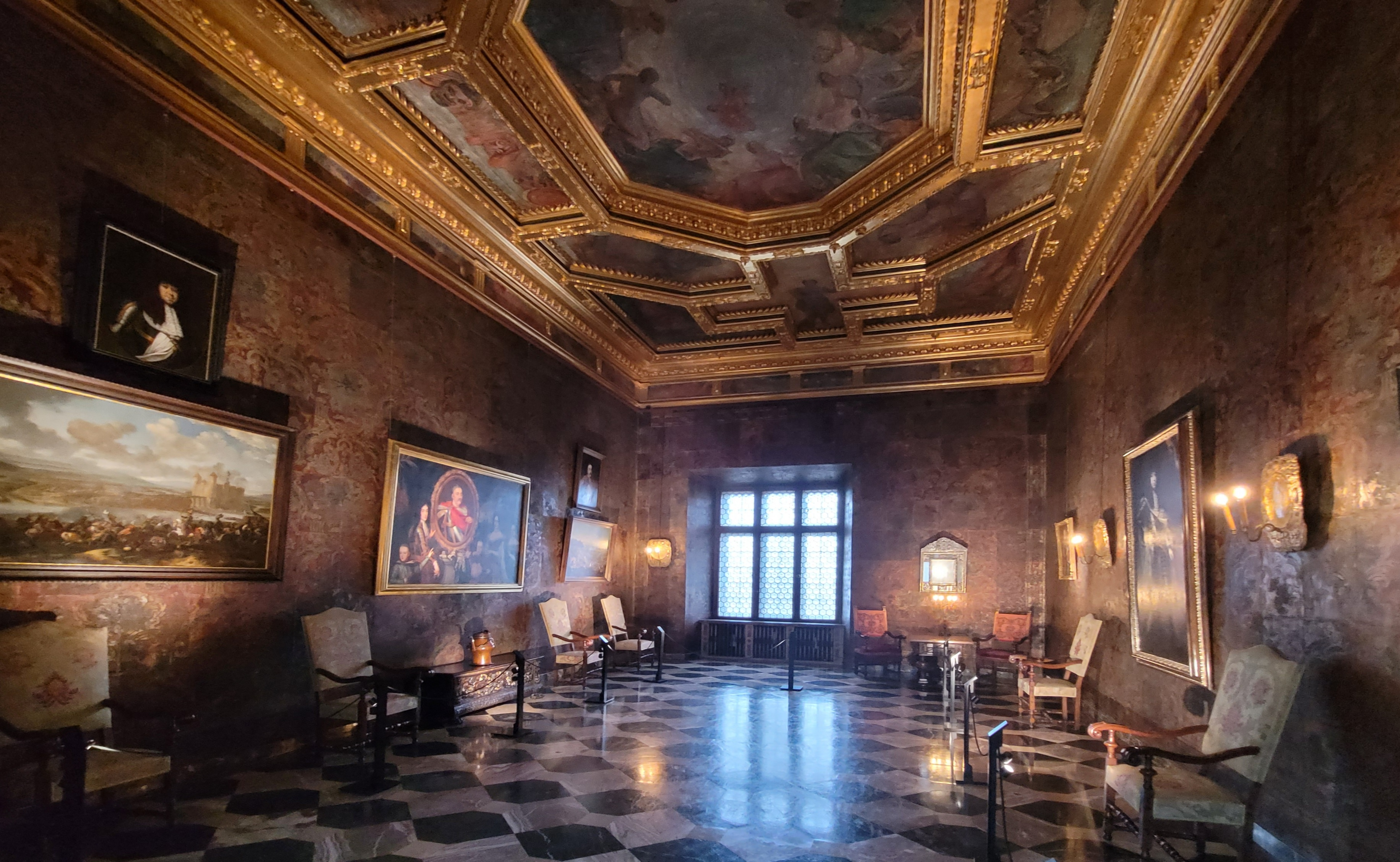
Sień przed Salą Senatorską

W komnatach wawelskich obradowali również przedstawiciele parlamentarni Rzeczypospolitej w okresie kształtowania się ustroju państwowego. Sala Poselska była miejscem obrad posłów, a Sala Senatorska – miejscem obrad senatorów. Wymienione uroczyste funkcje wymagały odpowiedniej oprawy, dlatego Sale II piętra są wyższe od pozostałych. Zdobiły je bogate kasetonowe stropy – złocone i polichromowane. Malowane krańce i fryzy podstropowe były tu szczególnie szerokie i bogate.

## Style architektoniczne
Komnaty urządzone są w stylu włoskiego renesansu. Salę Poselską zdobi unikatowy strop zdobiony głowami wawelskimi. Fryzy, stanowiące dekorację komnat, malował Hans Dürer – brat słynnego niemieckiego malarza Albrechta Dürera oraz mistrz Andrzej z Wrocławia. Prawdziwą perłą wyposażenia sal zamkowych są jednak ocalałe z licznych burz dziejowych słynne arrasy, zamawiane przez króla Zygmunta Augusta. Meble, które można oglądać w salach renesansowych, pochodzą z warsztatów włoskich.
Skrzydło północne zamku królewskiego uległo pożarowi w 1595 i w następnych latach zostało odnowione przez Jana Trevano na zlecenie króla Zygmunta III Wazy. Przebudowa zupełnie zmieniła wnętrza, które utrzymano w monumentalnym i poważnym stylu baroku ówczesnego, zwanego niekiedy stylem Wazów.
Oryginalne plafony zdobiące stropy zamkowe nie przetrwały do naszych czasów i odtworzone zostały jedynie ich ramy. Zdobiące je obrazy w latach 1929–1937 malowali różni artyści, między innymi Feliks Szczęsny Kowarski i Leonard Pękalski.
Zachowała się znaczna część autentycznej kamieniarki z przełomu XVI i XVII wieku wykonanej w brązowym marmurze oraz stiukowe dekoracje sklepień w kaplicy i gabinecie króla.

## Wyposażenie sal reprezentacyjnych
Do powyższych elementów nawiązał Adolf Szyszko-Bohusz kierujący pracami renowacyjnymi w okresie międzywojennym. Ściany pokryto kurdybanem z początku XVIII zakupionymi w Zamku Moritzburg w Saksonii.
W każdej sali znajdował się piec z dekoracyjnymi kaflami pokrytymi brązową polewą. Niestety nie zachowała się większość wspaniałej dekoracji w salach II piętra. Stropy nie są oryginalne, z pieców odnaleziono jedynie pojedyncze kafle. Natomiast pierwotne fryzy znajdują się tylko w trzech salach południowej części skrzydła wschodniego.
Wyposażenie sal stanowią meble gdańskie z XVII wieku i holenderskie. Na ścianach zawieszono gobeliny m.in. według projektów Piotra Pawła Rubensa oraz portrety polskich władców. Na szczególną uwagę zasługuje portret królewicza Władysława IV Wazy pędzla Rubensa z 1624, stanowiący depozyt Metropolitan Museum of Art w Nowym Jorku.
Ramowe stropy o konstrukcji zupełnie odmiennej od renesansowych zrekonstruowano na podstawie zamku w Podhorcach koło Lwowa. W ich pola wprawiono obrazy wykonane specjalnie w tym celu przez najwybitniejszych ówczesnych malarzy polskich. Wprowadzenie dzieł najnowszej sztuki do historycznych wnętrz było odważnym eksperymentem konserwatorskim, który zakończył się pozytywnym wynikiem.